# Ammonia Avenue
Ammonia Avenue es el séptimo álbum de estudio de The Alan Parsons Project. Publicado en 1984 por Arista Records se convirtió en el segundo de los máximos éxitos comerciales del grupo siendo certificado oro por la RIAA. El sencillo de difusión principal «Don't Answer Me» alcanzó el puesto 15 del Billboard Hot 100, convirtiéndose en el último gran "hit" de The Alan Parsons Project. En menor medida «Prime Time», «Since The Last Goodbye» y «You Don't Believe» también obtuvieron cierta repercusión.

## Producción
El título del álbum fue inspirado por una visita de Eric Woolfson a una planta de la compañía química Imperial Chemical Industries ubicada en Billingham (noreste de Inglaterra). Lo primero que vio fue una larga calle desierta ocupada por tuberías con un cartel que rezaba 'Ammonia Avenue' (avenida del amoníaco). Esa ubicación se utilizó como diseño frontal del LP.
El concepto del disco está enfocado sobre los pros y los contras de la ciencia aplicada al progreso industrial y los malentendidos y puntos de vista eventualmente negativos de la opinión pública al respecto.

## Lista de canciones
- Todos los temas de Alan Parsons & Eric Woolfson.

Cara A
1. «Prime Time» (voz Eric Woolfson) – 5:03
2. «Let Me Go Home» (voz Lenny Zakatek) – 3:20
3. «One Good Reason» (voz Eric Woolfson) – 3:36
4. «Since the Last Goodbye» (voz Chris Rainbow) – 4:34
5. «Don't Answer Me» (voz Eric Woolfson) – 4:11

Cara B
1. «Dancing on a Highwire» (voz Colin Blunstone) – 4:22
2. «You Don't Believe» (voz Lenny Zakatek) – 4:26 (Este tema fue dado a conocer un año antes al incluirse en la compilación The Best of The Alan Parsons Project)
3. «Pipeline» (instrumental) – 3:56
4. «Ammonia Avenue» (voz Eric Woolfson) – 6:30

## Personal
- Ian Bairnson – guitarras
- Colin Blunstone – voz
- Mel Collins – sintetizadores, saxo
- Stuart Elliott - batería
- Alan Parsons – teclados, programación, voz
- David Paton - bajo, guitarra, voz
- Chris Rainbow – voz
- Eric Woolfson – teclados, voz
- Lenny Zakatek – voz
- The Philharmonia Orchestra; director: Christopher Warren-Green